# Puchar Sześciu Narodów Kobiet 2007
Puchar Sześciu Narodów Kobiet 2007 – szósta edycja Pucharu Sześciu Narodów Kobiet, międzynarodowych rozgrywek w rugby union dla żeńskich reprezentacji narodowych. Zawody odbyły się w dniach 3 lutego – 18 marca 2007 roku, a zwyciężyła w nich reprezentacja Anglii, która pokonała wszystkich rywali i tym samym zdobyła dodatkowo Wielkiego Szlema.
Wliczając turnieje w poprzedniej formie, od czasów Home Internal Championship i Pucharu Pięciu Narodów, była to dwunasta edycja tych zawodów, a pierwsza z udziałem Włoch.

## Mecze
| 3 lutego 200714:30 | Anglia | 60:0 | Szkocja | Old Albanians RFC, St Albans |
| 3 lutego 200714:30 |        | 60:0 |         | Old Albanians RFC, St Albans |

| 3 lutego 200714:30 | Walia | 10:5 | Irlandia | Taffs Well RFC, Taff's Well |
| 3 lutego 200714:30 |       | 10:5 |          | Taffs Well RFC, Taff's Well |

| 4 lutego 200714:30 | Włochy | 17:37 | Francja | Biella |
| 4 lutego 200714:30 |        | 17:37 |         | Biella |

| 10 lutego 200713:00 | Szkocja | 0:10 | Walia | Dunbar RFC, Dunbar |
| 10 lutego 200713:00 |         | 0:10 |       | Dunbar RFC, Dunbar |

| 10 lutego 200714:30 | Irlandia | 10:13 | Francja | St Mary's RFC, Dublin |
| 10 lutego 200714:30 |          | 10:13 |         | St Mary's RFC, Dublin |

| 10 lutego 200716:15 | Anglia | 23:0 | Włochy | Twickenham Stadium Londyn |
| 10 lutego 200716:15 |        | 23:0 |        | Twickenham Stadium Londyn |

| 24 lutego 200712:30 | Szkocja | 26:6 | Włochy | Meggetland, Edynburg |
| 24 lutego 200712:30 |         | 26:6 |        | Meggetland, Edynburg |

| 24 lutego 200713:30 | Francja | 15:0 | Walia | Stade Guy Moquet, Drancy |
| 24 lutego 200713:30 |         | 15:0 |       | Stade Guy Moquet, Drancy |

| 25 lutego 200714:00 | Irlandia | 0:32 | Anglia | Thomond Park, Limerick |
| 25 lutego 200714:00 |          | 0:32 |        | Thomond Park, Limerick |

| 10 marca 200711:00 | Szkocja | 6:18 | Irlandia | Boroughmuir RFC, Edynburg |
| 10 marca 200711:00 |         | 6:18 |          | Boroughmuir RFC, Edynburg |

| 11 marca 200712:30 | Włochy | 0:24 | Walia | Stadio Tre Fontane, Rzym |
| 11 marca 200712:30 |        | 0:24 |       | Stadio Tre Fontane, Rzym |

| 11 marca 200713:45 | Anglia | 38:12 | Francja | Old Albanians RFC, St Albans |
| 11 marca 200713:45 |        | 38:12 |         | Old Albanians RFC, St Albans |

| 17 marca 200711:30 | Włochy | 12:17 | Irlandia | Stadio Tre Fontane, Rzym |
| 17 marca 200711:30 |        | 12:17 |          | Stadio Tre Fontane, Rzym |

| 17 marca 200714:30 | Walia | 0:30 | Anglia | Taffs Well RFC, Taff's Well |
| 17 marca 200714:30 |       | 0:30 |        | Taffs Well RFC, Taff's Well |

| 18 marca 200715:00 | Francja | 18:10 | Szkocja | Stade le Bout du Clos, Maurepas |
| 18 marca 200715:00 |         | 18:10 |         | Stade le Bout du Clos, Maurepas |